# Cladocolea hondurensis
Cladocolea hondurensis är en tvåhjärtbladig växtart som beskrevs av Kuijt. Cladocolea hondurensis ingår i släktet Cladocolea och familjen Loranthaceae. Inga underarter finns listade i Catalogue of Life.